# 1,2,3,4,5,6,7
1,2,3,4,5,6,7 is een Nederlandstalige single van de Belgische band K.I.A. uit 1997.
De single bevatte vier versies van het nummer met titels als 'kort en goe', 'Miami bass mix', 'fuif mix' en 'flippo mix'.
Het nummer verscheen op het album Zonder Boe of Ba!.

## Meewerkende artiesten
- Producers
  - DJ Mista Sake
  - Jan Wouters
  - Wim Daans
- Muzikanten:
  - De Cliff (rap)
  - Jan Wouters (rap)
  - Olivier Hennes (rap)